# Meshal Mubarak
Meshal Mubarak Budawood (Doha, 25 februari 1982) is een voormalig voetballer uit Qatar die doorgaans als linker verdediger of middenvelder speelde. Hij debuteerde in 2000 in het Qatarees voetbalelftal.

## Loopbaan
Mubarak debuteerde in het seizoen 1998-1999 in het betaald voetbal in het shirt van Qatar SC. In 2001 werd hij verhuurd aan Al-Wakrah. De linksbenige speler liep in 2004 stage bij Feyenoord, dat op dat moment onder leiding stond van Bert van Marwijk. Feyenoord huurde hem daarop van Qatar SC, maar na een week werd hij terug gezet naar Jong Feyenoord. Na het vertrek van technisch directeur Rob Baan moest Mubarak vertrekken bij Feyenoord. De nieuwe technisch directeur, Mark Wotte, zag geen toekomst in de Qatari.
Mubarak bleef tot en met 2008 spelen voor Qatar SC en stapte in januari 2009 over naar Al-Rayyan. Dat verruilde hij in juli 2012 voor Al-Gharafa. Zijn laatste club was Al-Ahli waar hij tussen 2015 en 2018 speelde.
Met Qatar nam Mubarak deel aan het Wereldkampioenschap voetbal onder 17 - 1999, en het Aziatisch kampioenschap voetbal 2000 en 2007.